# Småland
Småland är ett landskap i södra Sverige som i norr gränsar till Östergötland, i söder till Skåne och Blekinge, i väster till Halland och Västergötland (och har broförbindelse till Öland) och har kust mot Östersjön i öster. Småland är ett skogrikt landskap och tillika ett landskap med många sjöar. De största tätorterna i Småland är Jönköping, Växjö och Kalmar. 
Flera viktiga händelser i Sveriges historia har utspelat sig i Småland, däribland Dackefejden (ett bondeuppror mot Gustav Vasa) och grundandet av Kalmarunionen, en union mellan Sverige, Norge och Danmark (1397). Jönköping och trakten däromkring har en stark frikyrklig tradition och brukar därför ibland kallas för ”svenska bibelbältet” eller "Smålands Jerusalem".

## Namnet
Namnet (1240 Smalandiis) avser de små landen. Namnet användes som en samlingsbeteckning för de många små land som låg mellan götalandskapen och Danmark. Begreppet användes på medeltiden som alternativnamn för Tiohärads lagsaga och senare för en annan lagsaga inrättad 1559, Smålands lagsaga, som omfattade det område i nutida Småland som ej ingick i Tiohärads lagsaga. På 1560-talet togs Smålands landskapsvapen fram.
1634–1639 och 1679–1680 användes namnet i Smålands län, där denna 1634–1639 bara avsåg området för de nutida Jönköpings och Kronobergs län, medan det 1679–1680 avsåg hela Småland. 1687 stabiliserades länsgränserna och då även gränserna för landskapet Småland, som förutom fallen ovan aldrig var eller blev en enhet i administrativt, judiciellt, militärt eller kyrkligt hänseende.

## Förhistoria

### Landskap
Smålands vanligaste fornlämning är stora områden med fossil åkermark, så kallade fornåkrar. De forna åkrarna har många små stenrösen. När marken odlades röjdes sten från åkern. Åkrarna började odlas redan under bronsålder, men blev intensivare under den tidiga järnåldern. I områden med fornåkrar hittas ofta gravar och skålgropsstenar. Vid undersökningar i fornåkrar har man funnit boplatser. I bästa fall finns välbevarade forntida landskap bevarade i de småländska skogarna. I Sverige är detta en vanlig fornlämning, men det är unikt för Europa där nästan inga så välbevarade kulturlandskap från brons- och järnåldern kan hittas.

### Stenålder
Till de tidigast bebyggda delarna av Småland hör trakterna vid Östersjön. Den äldre stenålderns sista period är i Kalmar län företrädd med jämförelsevis många fynd av en kultur, som trängt fram från söder längs kusten och som i detta län förefaller ha haft sina medelpunkter i Ryssby  och Mönsterås socknar. 
Även i det inre av södra Småland vid sjöarna Åsnen, Salen och Bolmen och Vidöstern har lämningar påträffats från den äldre stenålderns befolkning. I åarnas dalgångar och särskilt kring Åsnens södra del vid Hönshyltefjorden och utmed Mörrumsån lopp har många stenåldersplatser hittats även från tidig mesolitisk tid. Det samma gäller Bolmen med ett stort antal stenåldersboplatser. Bolmens avlopp låg tidigare vid Reftele och gick till Nissan. Det är i detta område de äldsta boplatserna har hittats vid Bolmen. Bolmens senare avlopp via Bolmån kantas också av boplatser men av lite yngre ålder. På Getterön nära Bolmåns utlopp ur Bolmen har det funnits en stor boplats med gropkeramisk kultur och rika fynd av sydskånsk flinta. Boplatsen är känd sedan 1900-talets början. Oskar Lidén menade att platsen varit en handelsstation för handel med sydskånsk flinta till Smålands invånare. Stenåldersmaterialet i södra Småland har varit uppdelat på så sätt att västra Småland har mest sydskånsk flinta, medan de östra delarna har gett mer fynd av Kristianstadflinta. Mesolitiska bosättningar ligger utmed vattendragen och de utmärks av mikrospån då de är äldre. Längre österut i norra Småland blir kvarts och porfyr vanligare som redskapsmaterial. Vid Dörby har en husgrund från mesolitikum grävts ut.
Småland saknar dösar och gånggrifter men har desto fler monument från hällkistornas period. Av stenkammargravar av den yngsta typen, hällkistan har Kronobergs län Sveriges största koncentration. 600 hällkistor i Småland är åtminstone delvis bevarade, och det tillkommer omkring 200 som bara är kända genom uppgifter. Stenålderskulturen i Småland blev rikare under senare delen av neolitisk tid då den gropkeramiska kulturen spreds efter havskusten och lite senare omformade stridsyxkulturen inlandet med sin mera på boskap inriktade ekonomi. Spridningsvägarna vid utbredningen av hällkistor verkar företrädesvis ha gått utefter Mörrumsån och Helgeån. Detta avspeglar sig här i den koncentration av hällkistor som finns runt Göteryd men också i området runt sjöarna Åsnen, Salen och Helgasjön. Det småländska höglandet i norr befolkades något senare än övriga delar.
Hällkistan fungerade ofta som gravar för mer än en person med återkommande begravningar under en längre tid. Hällkistan i Bastanäs i Linneryd undersöktes år 1908. Kistan omgavs av ett skadat stenröse med en diameter på 16 meter. Kistan innehöll ett människokranium, brända ben, en spjutspets av flinta och en rakkniv av brons alltså gravgods från senneolitikum och bronsålder. Undersökning av en hällkista i Hamneda 1996 gav  inga av de  gravlagda, men pollenanalytiskafynd visas´de att den döde begravts på våren med en bukett vitsippor.

### Bronsåldern
Bronsålderns fornminnen är talrika i Småland. I Lagadalen vid Jönköping och Möre i Kalmar län finns gravhögar byggda av jord liknande de sydskandinaviska högarna, medan höglandet i det inre domineras av stora rösen. Rösena ligger oftast i höjdlägen och de finns såväl längs kusten mot Östersjön som i inlandet. Limmerör utanför Ingelstad som är 45 meter i diameter och 4,5 meter högt är Smålands största röse. Det finns en stor koncentration av rösen i Värend men många rösen finns också i Njudung. I Möre ligger rösena på åkermark medan de inlandet oftast ligger på skogsmark ofta i anslutning till områden med fossil åkermark. Få av de stora rösena har undersökts, men vid undersökningar har man hittat rester efter gravbålet och de gravgåvor den döda fått med sig, bronsföremål, keramik, kol och brända ben. I Småland finns knappt 40 hällristningar kända. I trakten av Växjö finns ristningar med hjulbilder och fotsulor. Vid Gamleby finns ristningar med skeppsbilder och en isolerad skeppsristning som hittades vid Lagmanskvarn nära Oskarshamn visade att området med skeppristningar var större än man tidigare antagit. Förutom hällristningar finns skålgropar (=älvkvarnar) i större antal. Ristningarna på hällar i graven vid Sagaholm är en av de större nyfynden efter andra världskriget.

### Järnåldern
Järnålderns gravfält är talrika men har en ojämn spridning. De är särskilt talrika i Finnveden där det finns stora gravfält med högar från vikingatid. Höggravfält från slutet av järnåldern är typiskt för de västra delarna av Kronobergs län. År 1964 undersöktes tre gravar på gravfältet i Kånna. De innehöll obrända skelettgravar, med kropparna placerade i öst-västlig riktning, alltså ett kristet gravskick. Dessa gravar var sannolikt  från slutet av 1000-talet, då kristendomens redan påverkat gravskicket. I Värend är gravfälten koncentrerade till norra delen av området, och gränssocknarna mot förutvarande riksgränsen är ibland helt tomma på gravfält från järnåldern. Gravfälten har många olika gravtyper, högar, rösen, stensättningar, fyllda och ofyllda, treuddar, järnåldersdösar, domarringar, runda, ovala och fyrkantiga stensättningar. Gravfält med bautastenar, och resta stenar i skeppssättningar förekommer också.
På de äldre gravfälten finns oftare runda och kvadratiska stensättningar, domarringar, treuddar och i västra Finnveden järnåldersdösar. Lagans dalgång har under järnåldern varit en av de rikare bygderna i Småland att döma av fynden och de många gravfälten. Värend har inte samma mängd av runda högar men det finns istället flera ovala ofyllda stensättningar. Fornborgar är vanliga främst i norra delen av Kalmar län där 55 av 66 kända borgar ligger. De flesta är från mellersta järnåldern. De förekommer enstaka borgar i södra Småland men i det  inre av landet är de mera sällsynta. 135 runstenar med 175 inskrifter är kända från Småland de flesta i inlandet i Jönköpings och Kronobergs län, men färre finns i Kalmar län. Mer än hälften av inskrifterna kommer från Finnveden och Njudung. Runstenarna tillhör sista tiden av järnåldern. I jämförelse med Mälardalens runstenar är de småländska strama och enkla. Det beror på att de tillhör ett äldre skikt av stenar men de har likväl spännande texter.
Vid Ingelstad finns ett stort gravfält med Inglinge hög som kan ha varit en av Värends centrala bosättningar. Finnvedens centrum har man spår efter på Bolmsö medan Kånna högar är Finnvedens största gravfält. Senare viktiga platser som Visingsö Vetlanda och Vimmerby har också stora gravfält. Småland har fynd av vapengravar från tidig järnålder och också fynd av romerska mynt men inte alls lika många som Öland och Gotland.

Redan 500 f.Kr. framställdes järn i det myr- och sjörika Småland. Fynd av romerska varor tyder på en välutvecklad långväga handel.

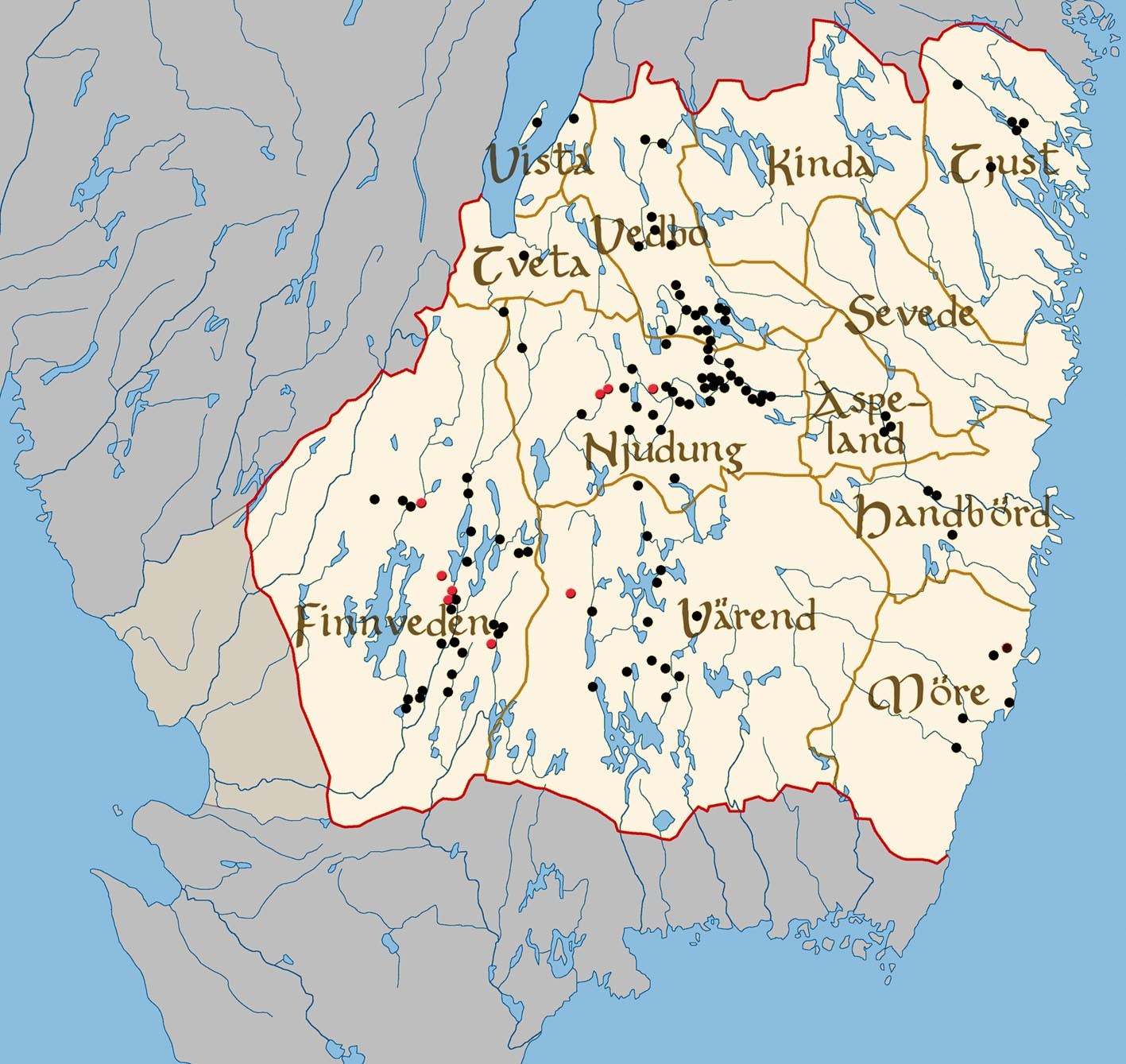
De olika bygderna i vikingatidens Småland. Röda och svarta punkter anger landskapets runstenar. Röda punkter visar på runstenar med texter om långväga färder.

## Medeltidens historia
Då Småland består till stor del av skogar, berg och kärr har de olika bygderna i landskapet varit isolerade från varandra och hade sannolikt inte sammanslutit sig i något större landskapsförbund, då namnet Småland uppstod som gemensam geografisk beteckning för bygderna söder om Öster- och Västergötland. Småland har fått sitt namn av de små landskapen Kinda (som senare ingick i Östergötland), Tveta, Vista, Vedbo, Tjust, Sevede, Aspeland, Handbörd, Möre, Värend, Finnveden och Njudung. Möjligen räknades ursprungligen även Öland och enligt vissa historiker Blekinge (som sägs ha varit en del av Värend) till de små landen.
Enligt Sigfridslegenden (från början av 1200-talet) skulle kristendomens första förkunnelse i Småland ha skett genom Sankt Sigfrid, som säges ha döpt Olof Skötkonung, alltså i början av 1000-talet. Det är dock ovisst hur mycket av historisk kärna det finns i legenden. Adam av Bremen nämner inte "finnvedingar" som ett av den svenska folken som konverterat till kristendomen kring cirka 1070, eller att någon annan del av Småland ska ha bekänt sig till kristendomen. I alla händelser verkar Småland ännu vid början av 1100-talet ha varit till stor del hedniskt, att döma av Snorres ord i skildringen av Sigurd Jorsalafarares korståg till Småland 1123, att ”inbyggarna där i landet icke höllo på den kristna tron, ehuru dock några anammat dopet”. Linköpings stift bildades i början av 1100-talet och täckte då  hela området.Senast 1170 bildades Växjö stift som inledningsvis bara omfattade de fem häraderna i Värend.
När Småland införlivades med det svenska riket är inte säkert belagt. Det första omnämnandet att någon del av Småland tillhörde sveakungens välde är köpmannen Wulfstans redogörelse från cirka 880 för områdena kring Östersjön, där han bland annat nämner att Möre hörde till svearna. Adam av Bremen nämner "finnvedingar" som ett svenskt folk kring cirka 1070, i något kontrast till den senare Västgötalagen som skiljer på svenskar och smålänningar. Smålänningarna beskrivs dock som "inom konungariket". 
Under hela medeltiden hörde det nuvarande Småland (förutom Skara stift delen av Mo härad) juridiskt till två lagsagor. De sydvästra och mellersta delarna, sträckande sig i norr in i höglandet, där Lagan och Emån har sina källor, och omfattande de tre ”landen” Värend, Finnveden och Njudung, bildade alltsedan 1100-talet och kanske tidigare tillsammans en lagsaga, som ursprungligen, efter huvudlandet kallades Värends, under unionstiden möjligen någon gång Smålands, men sedan början av 1400-talet i regel Tiohärads lagsaga. Den hade sin egen lagbok, Smålandslagen, varav dock till vår tid bevarats endast kyrkobalken, och dess landsting hölls i Växjö. De olika "landen" i lagsagan har antagligen ursprungligen vart och ett haft sina särskilda rättssedvänjor. Norra och östra delen av Småland ingick i Östgöta lagsaga, om också vissa av rättssedvänjorna var olika i Småland och Östergötland och östgötalagmannen endast mera sällan verkar ha tagit befattning med lagskipningen inom "Kaimarna foghati" (vilket motsvarade mellersta och södra delen av nuvarande Kalmar län).
Bergsbruk kan man tala om först på 1400-talet, då malm började brytas i Tabergsområdet. Järnhanteringens uppsving kom under 1500- och 1600-talen då utländska smeder lärde ut nya metoder. Under medeltiden var Kalmar en av Sveriges största städer, där tyska köpmän skötte järnexporten.

## 1500-talet och framåt
Under Gustav Vasas tid hörde Småland till de mera oroliga landsändarna. Smålänningarna var ett envist folk, och smålandsbönderna har kanske också hållit särskilt starkt fast vid den gamla ordningen i kyrkan. ”Västgötaherrarnas uppror” 1529 tog sin början i Småland i Västra härad. Från Småland, från trakterna ned mot blekingska gränsen, utgick också det svåraste av alla de uppror som Gustav Vasa hade att bekämpa, Dackefejden.
Efter Dackefejden tog det decennier innan ekonomin och befolkningen i större delar av Småland hade återhämtat sig. Småland blev under 15-1600-talen fram till Roskildefreden 1658 utsatt för danska och svenska arméers härjningar under de olika svensk-danska krigen. Speciellt svårt hemsökt blev Småland under Nordiska sjuårskriget (1561), Rantzaus räd (1567–1568), uppbrännandet av Växjö (1570) samt under Kalmarkriget (1611–1613). Även 1644 omtalas danska härjningar i västra Småland. Sista gången danska trupper visade sig som fiender i småländska bygder var under Karl XI:s krig. Samtidigt innebar tiden efter Blekinge och Skåne införlivats i Sverige att det småländska kustlandskapet blev missgynnat genom att Kalmars roll som gränsbefästning övertogs av den nygrundade blekingestaden Karlskrona.
1800-talet blev ett omvälvande århundrade för Smålands del. I mitten av seklet uppstod en frikyrkorörelse som stod i strid med Konventikelplakatet. Denna rörelse blev särskilt stark i Jönköpings län och går under smeknamnet Bibelbältet. Industrialiseringen kom igång tidigt i Jönköpings län och delar av Kronobergs län medan östra Småland med Kalmar län halkade efter, framförallt för att stambanan hamnade långt ifrån länet och övrig järnvägsutbyggnad kom igång sent. Småland var samtidigt härjat av en stor nöd och fattigdom, det blev missväxtår under slutet av 1860-talet vilket bidrog starkt till att emigrationen ökade. Småland blev känt som utvandrarnas land, något som gestaltades i litteraturen genom Vilhelm Mobergs tetralogi Utvandrarserien under 1900-talet.
Sedan 1908 är växten Linnea Borealis Smålands landskapsblomma.

## Företagande
Avvittringen lade grogrunden för bondeägda skogar och i sin tur för skogsbrukets framväxt vid sidan av jordbruket. 1700-talets utvecklade järntrådsdragningsteknik ledde till framväxande metallindustri med nya produkter som hårnålar, kedjor, strumpstickor och säkerhetsnålar. Husqvarna utvecklades från 1600-talets vapenfabrik till ledande tillverkare av såväl symaskiner som motorer, mopeder och allehanda järnvaror. På 1840-talet grundlades den internationellt framgångsrika Jönköpings tändsticksfabrik. Sågverk, pappersbruk som Lessebo Handpappersbruk, glasbruk, trävaruindustrier och snickerier blev en bas för Smålands industrialisering och ledde under 1900-talet till välkända verksamheter som begreppet Glasriket, IKEA, Sveriges äldsta möbelfabrik Gemla Möbler AB och kända designföretag som Bruno Mathsson och Källemo. På Småländska höglandet skapades under tidigt 1900-tal en ny industriform främst inriktad på prefabricerade hus och annan byggnadsindustri. Dessa husföretag finns till stor del kvar än idag såsom Myresjöhus, Sävsjö Trähus och Eksjöhus. I Finnveden i västra Småland blev under 1900-talet småföretagandets så kallade Gnosjöandan ett begrepp. 

## Utbildningsväsende
Utvecklingen av högskoleverksamheten i Sverige innebar att Växjö 1967 fick en filial till Lunds universitet, som 1977 blev en självständig högskola och 1999 blev Växjö universitet. Detta sammanslogs 2010 med högskolan i Kalmar, som grundats 1977, till Linnéuniversitetet, med verksamhet i båda städerna. Även i Jönköping grundades en högskola 1977, vilken ombildades till en stiftelsehögskola 1994. Den tog sig inför höstterminen 2015 namnet Jönköping University.

## Geografi

### Topografi
Småland är ett av Sveriges sjörikaste landskap.  Jordbruket var långt in på 1800-talet huvudnäringen, inte minst på den bördiga Södra Möreslätten söder om Kalmar. Den steniga moränmarken i de inre delarna av Småland hindrade bönderna från att finna större odlingsytor. Många myrar och mossar torrlades under 1800-talet för att vinna mark. Kusten mot Östersjön ligger till stor del vid Kalmarsund. Norr om detta ligger Misterhults och Tjusts skärgårdar. En stor del av Smålands inland, särskilt i den norra halvan, ligger på Sydsvenska höglandet.
I Småland finns öarna Bolmsö, Sirkön och Visingsö.

### Hydrografi
Se även Lista över Smålands större sjöar.
Sjöar (bokstavsordning)
- Bolmen
- Helgasjön
- Möckeln
- Rusken
- Sommen
- Vidöstern
- Vättern
- Åsnen

### Klimat
Småland har ett ganska kontinentalt klimat med stora temperaturskillnader. Anledningen är att sydvästra Småland täcks av Sydsvenska höglandet som hindrar fuktig luft från Atlanten att tränga in i landets östra delar. Uppe på höglandet däremot är nederbörden hög med mycket regn och dimma eftersom vindarna från havet pressas upp mot höglandet och när luften åker högre upp kondenserar fukten och faller som nederbörd över höglandet. På östra sidan om höglandet är nederbörden lägre eftersom den fuktiga vinden släppt av fukten och därför är varm och torr när den sjunker ner mot havet igen. Då blåser vinden ned över östra Småland och ger högtrycksväder. Målilla, inte så långt från Hultsfred, ligger vid kanten av höglandet. Där har Sveriges högsta temperatur uppmätts: 38 grader den 29 juni 1947. (Rekordet delas med Ultuna i Uppland.) En annan faktor som gör att det blir så stora skillnader i temperatur är att Målilla ligger långt ifrån havet, samt att det inte finns något större vattendrag eller någon sjö i närheten som skulle kunna jämna ut temperaturen. I Målilla har man även uppmätt en av de lägsta temperaturerna i Götaland, −33,8 grader. Tillsammans med värmerekordet gör det att gapet mellan varmast och kallast är hela 71,8 grader. Majoriteten av Småland är i odlingszon 4 och 5.

## Styre och politik

### Administrativ indelning

#### Indelningar före 1634
Från 1100-talet fanns Tiohärads lagsaga för "landen" i sydväst: Finnveden, Värend och Njudung. "Landen" i norr och öster ingick till 1559 i Östgöta lagsaga, för att därefter, förutom Kinda, bilda Smålands lagsaga, dit senast 1568 Mo härad överfördes från Västergötland. Smålands lagsaga slogs 1631 samman med Ölands lagsaga och bildade Kalmar läns och Ölands lagsaga.
Från unionstiden fanns tidigt två slottslän: Kalmar slottslän och Rumlaborgs län. Stegeholms län bildades sedan ur Kalmar län och Rumlaborgs län efterträddes på 1540-talet av Jönköpings slottslän. Resten av Småland var sedan uppdelad i olika fögderier.
När Linköpings stift bildades i början av 1100-talet omfattade det hela nuvarande Småland, med undantag av de delar av Mo härad som tillhörde Skara stift. Senast 1170 bildades Växjö stift som inledningsmässigt bara omfattade de fem häradena i Värend, men utökades 1555 med Finnvedens tre härader, 1569 med Västra och Östra härad i Njudung och 1607 med Vista och Tveta härad. 1603 bildades Kalmar stift av församlingarna i Handbörd, Möre, Öland och som en utbrytning ur Linköpings stift.

#### Indelningar från 1634
1634 bildades Kalmar län och Smålands län, med var sin landshövding. Kalmar län bildades av Kalmar slottslän, Tjust och Öland. Smålands län av landen i Tiohärads lagsaga och Jönköpings slottslän (landen Vedbo, Vista, Tveta samt Mo härad).
Smålands län delades 1639 i Jönköpings län och Kronobergs län men kom sedan i omgångar vara förenade igen då under namnet Jönköpings och Kronobergs län. Detta kom sedan att i flera omgångar delas och återskapas, där de när de var separata inte alltid hade samma omfattning som de nutida länen. 1679–1680 kom även området för nutida Kalmar län ingå i ett storlän, kallat Smålands län. De nutida länen kom sedan att bli fristående län, med omfattning som den nutida, Kalmar län från 1680 och de andra två från 1687.
Vid kommunreformerna 1971/74 kom vissa delar av Småland att överföras till andra län. I sydväst tillhör sedan 1974 smålandsdelarna av Hylte kommun Hallands län och i nordost tillhör sedan 1971 smålandsdelarna av Valdemarsviks kommun och Åtvidabergs kommun Östergötlands län.
Stiften i Småland i tiden efter 1634 var: Linköpings stift för församlingarna i Tjust, Sevede, Aspeland samt Vedbo, Skara stift för huvuddelen av församlingar i Mo härad och Växjö stift för övriga delar. Före 1915 fanns Kalmar stift för församlingarna i Handbörd, Möre, vilka då övergick i Växjö stift. Efter kommunreformen 1971/74 har några församlingar i gränsområdena bytt stiftstillhörighet för att ge enhetlig tillhörighet inom kommunerna.

#### Övriga indelningar
Dessa återfinns i artiklarna för de respektive tre länen Jönköpings län, Kalmar län och Kronobergs län.

## Befolkning

### Demografi

#### Större tätorter
De största tätorterna i landskapet enligt SCB 2020:
| Nr | Tätort     | Folkmängd |
| -- | ---------- | --------- |
| 1  | Jönköping  | 100 259   |
| 2  | Växjö      | 71 009    |
| 3  | Kalmar     | 41 388    |
| 4  | Västervik  | 21 428    |
| 5  | Värnamo    | 19 778    |
| 6  | Oskarshamn | 18 907    |
| 7  | Nässjö     | 18 472    |
| 8  | Ljungby    | 16 052    |
| 9  | Tranås     | 14 774    |
| 10 | Vetlanda   | 13 674    |
| 11 | Nybro      | 13 583    |
| 12 | Älmhult    | 10 894    |
| 13 | Eksjö      | 10 864    |
| 14 | Gislaved   | 10 269    |
| 15 | Alvesta    | 9 184     |
| 16 | Bankeryd   | 8 822     |
| 17 | Vimmerby   | 8 182     |
| 18 | Lindsdal   | 5 977     |
| 19 | Hultsfred  | 5 675     |
| 20 | Sävsjö     | 5 605     |

### Språk
Huvudartikel: Småländska
Småländska är ett samlingsnamn på de svenska dialekter som talas i Småland. Som exempel talas så kallad "högsmåländska" i regionen öster om Jönköping och i norra Kalmar län, i synnerhet i Västervik, är den traditionella dialekten så kallad "Västervikska" eller "Tjustsmåländska". Dialekterna i Småland delas grovt upp i ett nordöstligt dialektområde, som påverkas av centralsvenska mål, och ett sydvästligt dialektområde, med influenser från Halland och Skåne. Typiska dialektdrag i Småland är exempelvis att flera dialekter har tungrots-r, att flera dialekter byter ut "r" efter vokal ("moa" i stället för "mor") och att "g" ofta byts ut mot "j" ("väj" i stället för "väg" och "höj" i stället för "hög" etc.).

## Kultur

### Massmedier

#### Press och förlag
Dagstidningar i Småland

- Barometern
- Jönköpings-Posten
- Smålandsposten
- Smålands-Tidningen
- Smålänningen
- Tranås Tidning
- Vetlanda-Posten
- Vimmerby Tidning
- Värnamo Nyheter
- Västerviks-Tidningen
- Östra Småland och Nyheterna

#### Radio och television
Bland kända tv-personligheter återfinns Lennart Hyland. 

### Konstarter

#### Musik och dans
Den musik som vuxit fram kan knytas till de tre residensstäderna i länen i Småland. Redan på 1600-talet hade både Växjö och Kalmar ett blomstrande musikliv som var knutet till orternas gymnasier och kyrkor. I före detta Växjö stifts- och landsbibliotek finns till exempel stora samlingar med handskrivna musikalier från både 1500- och 1600-talen. På 1600-talet verkade prästen och kantorn Israel Leimontinus i Kalmar, en man som gjort sig känd för en koralsamling som han sammanställde år 1675. Under 1800-talet bildades musikaliska sällskap i Jönköping, Kalmar och Växjö och 1930 bildades en orkesterförening i Jönköping som hade sin grund i det musikaliska sällskap som bildades där år 1817. Men det musikaliska sällskapet i Jönköping gav också upphov till en stor musikaliesamling som numer tillhör   Brahegymnasiet.
Kalmar Madrigalkör bildades år 1944 och var verksam till år 1970 och kammarorkestrarna Musica Vitae i Växjö och Camerata Roman i Oskarshamn bildades också under 1900-talet. År 1991 invigdes ett nytt konserthus i Växjö, ritat av  den danske arkitekten Ib Wibroe. Sedan år 1990 används Kalmarsalen i gamla Ångkvarnen i Kalmar som konsertlokal och år 1990 invigdes också ett nytt konserthus i Jönköping.
På landsbygden finns en tradition av blåsmusik, som sedan länge är knuten till glasbruken. Musiktraditionerna i Småland skrevs ner redan under början av 1800-talet av bland annat L.F. Rääf och G.O. Hyltén-Cavallius och senare av bland annat C.E. Södling. År 1992 bildades i Växjö Smålands folkmusik och blåsmusik samt Smålands musikarkiv, centrum för dokumentation och distribution av Smålands folkmusik och blåsmusik. År 1996 startade Visfestivalen i Västervik och mellan åren 1986 och 2009 anordnades Sveriges länge största rockmusikfestival, Hultsfredsfestivalen.
Bland kända musiker återfinns;  Anki Albertsson (artist), Alice Babs (hovsångerska),  Karl-Birger Blomdahl (kompositör), Andreas Carlsson  (låtskrivare), Andreas Dregen (Rockartist, gitarrist och låtskrivare), Agnetha Fältskog (sångerska, medlem i Abba), Malin Hartelius (operasångerska), Ola Magnell (musiker, låtskrivare), Eddie Meduza (artist), Christina Nilsson Casa de Miranda (operasångerska), Charlotte Perrelli (sångerska), Lena Philipsson (sångerska), Johan Helmich Roman (tonsättare, "den svenska musikens fader"), Uno Svenningsson (sångare), Björn Ulvaeus (musiker/låtskrivare,  medlem i Abba), Göran Söllscher (gitarrist, professor) , Ola Salo (sångare, medlem i The Ark) och Sven-Eric Johanson (tonsättare).

#### Bildkonst
Bland kända konstnärer och skulptörer återfinns John Bauer (konstnär), Gabriel Burmeister (konstnär och grafiker), Albert Engström ( konstnär, författare), Hans Alexander Gerlanius (konstnär),  Sven Ljungberg (konstnär), Jenny Nyström (konstnär) och  Axel Peterson (Döderhultarn) (träskulptör).

### Idrott
Den mest framgångsrika fotbollsklubben i Småland, utan jämförelse, är Östers IF med sina 4 SM-guld och ett guld i svenska cupen. Ishockey är en stor sport i Småland med bland annat HV71 som vunnit fem SM-guld och Växjö Lakers med sina 4 SM-guld. I bandy märks Vetlanda BK med 3 SM-guld på 7 finaler.
Bland kända idrottare återfinns 
Mats Wilander (tennisspelare), 
Tommy Svensson (fotbollstränare, förbundskapten), 
Thomas Ravelli (fotbollsspelare), Pehr Henrik Ling (skald, "den svenska gymnastikens fader"), Stefan Liv (ishockeyspelare), Camilla Johansson (trestegshoppare), 
Erik Karlsson (ishockeyspelare), Johan Davidsson (ishockeyspelare), 
Stefan Edberg (tennisspelare), Johan Franzén (ishockeyspelare), Jonas Björkman (tennisspelare) och Carolina Klüft (friidrottare).

## Bilder

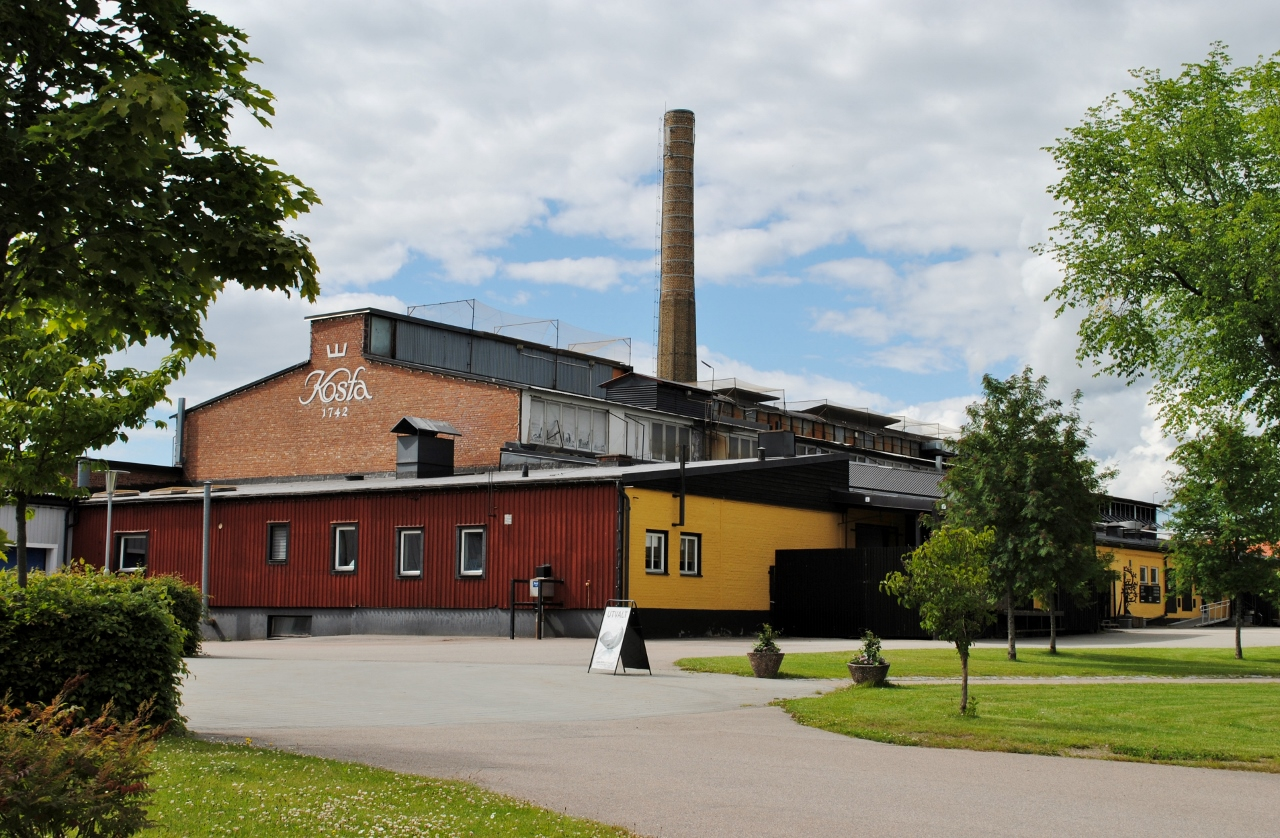
Kosta glasbruk.
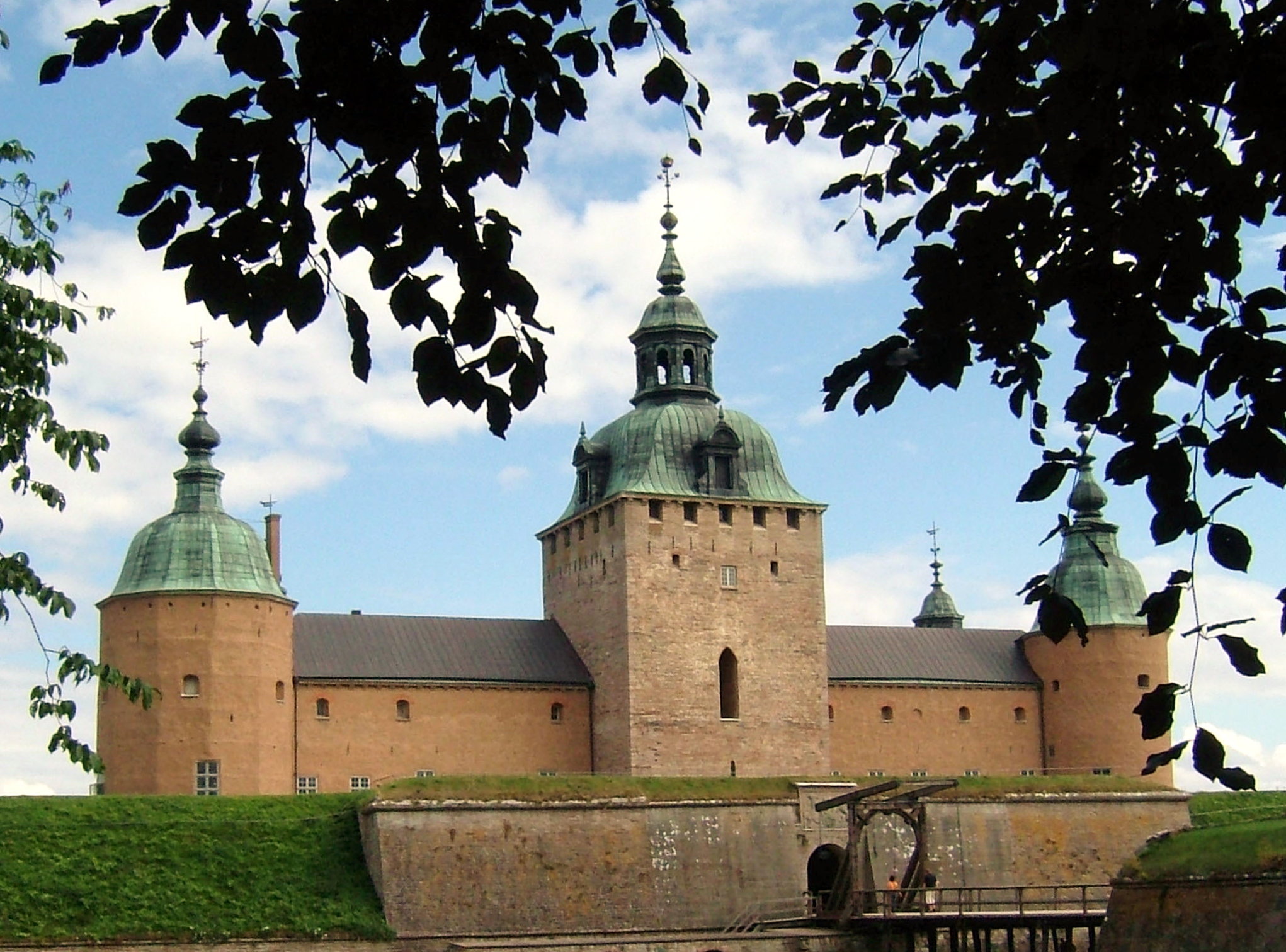
Kalmar slott.
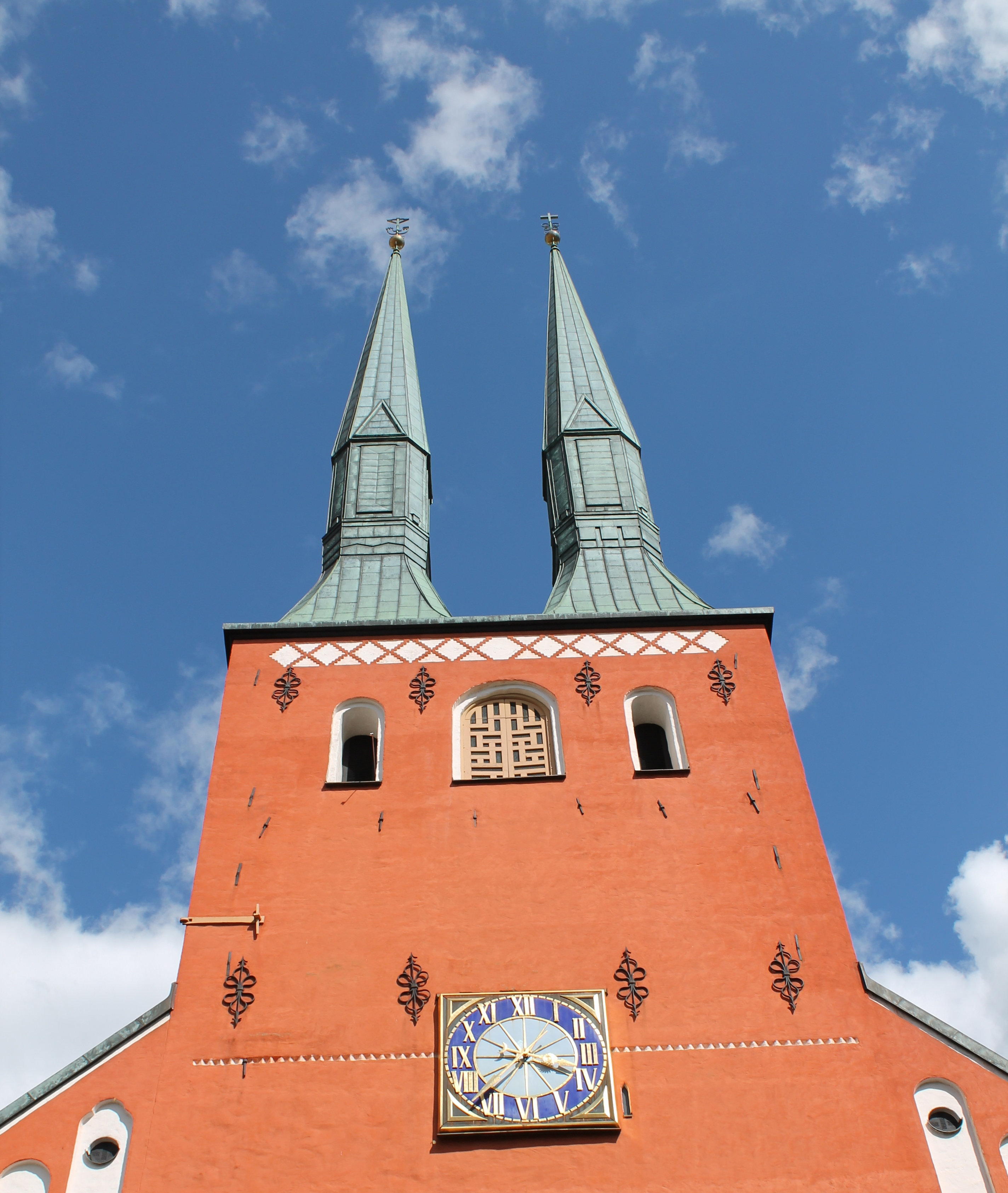
Växjö domkyrka.
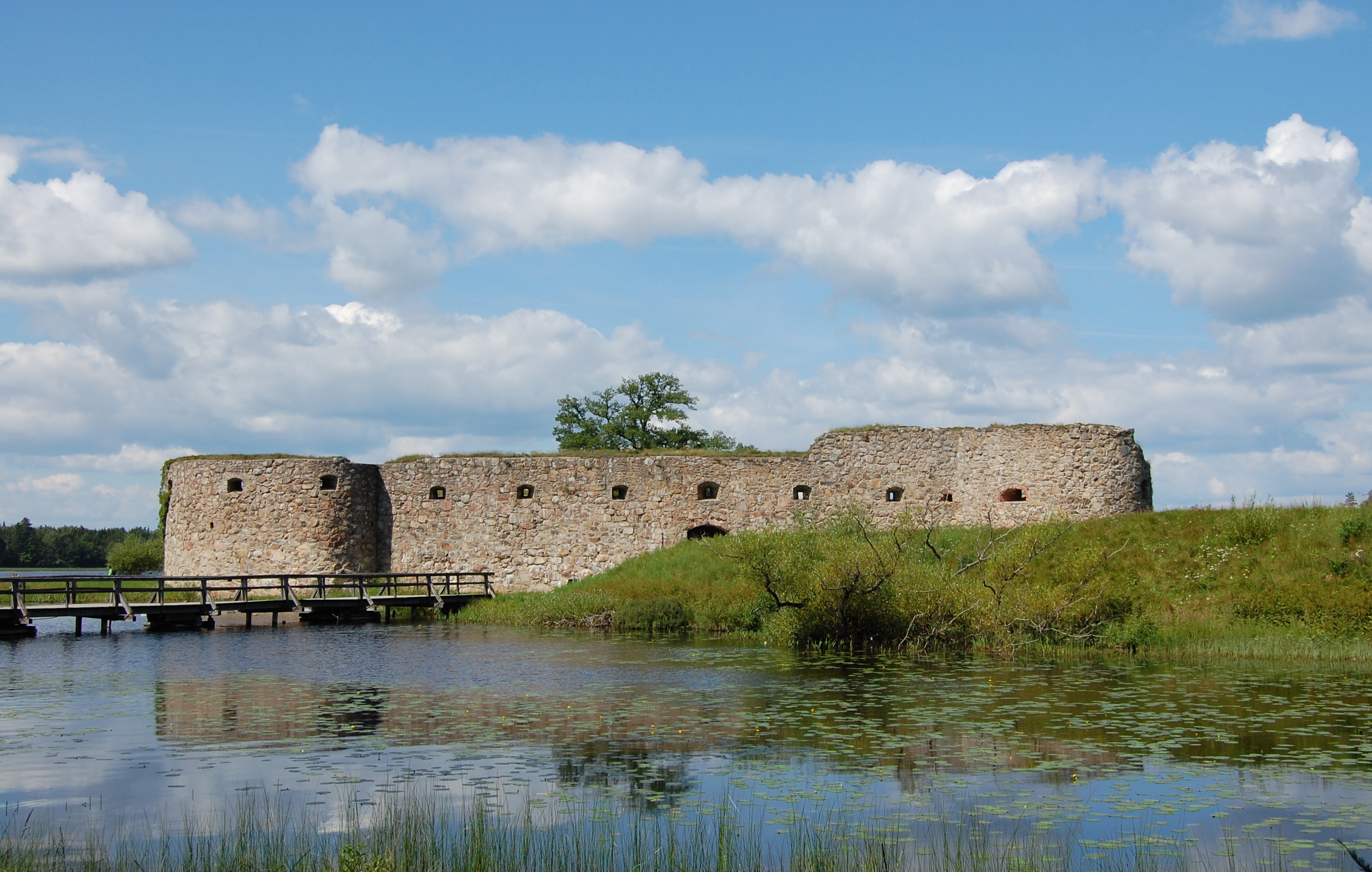
Kronobergs slott.
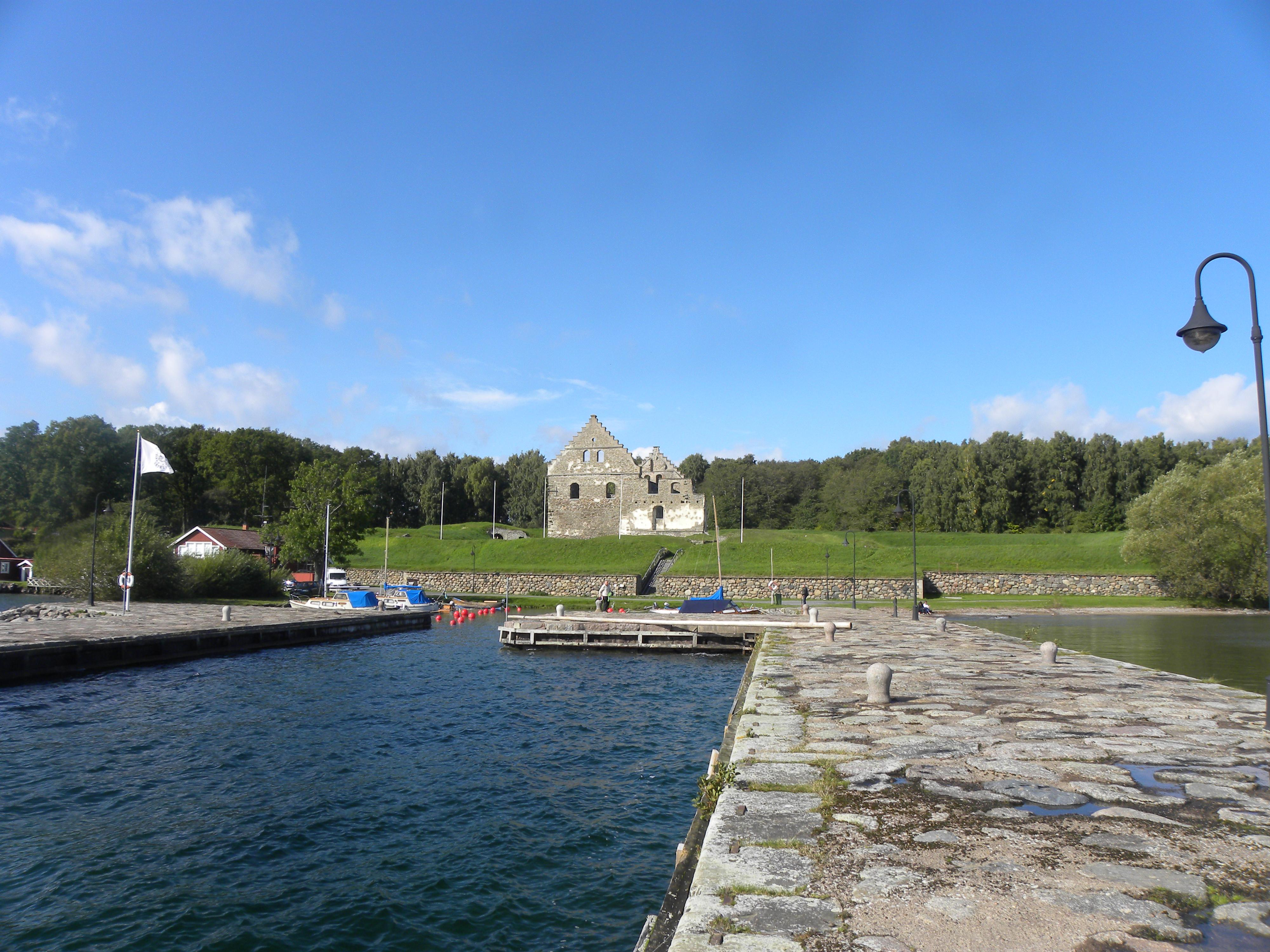
Visingsborg.
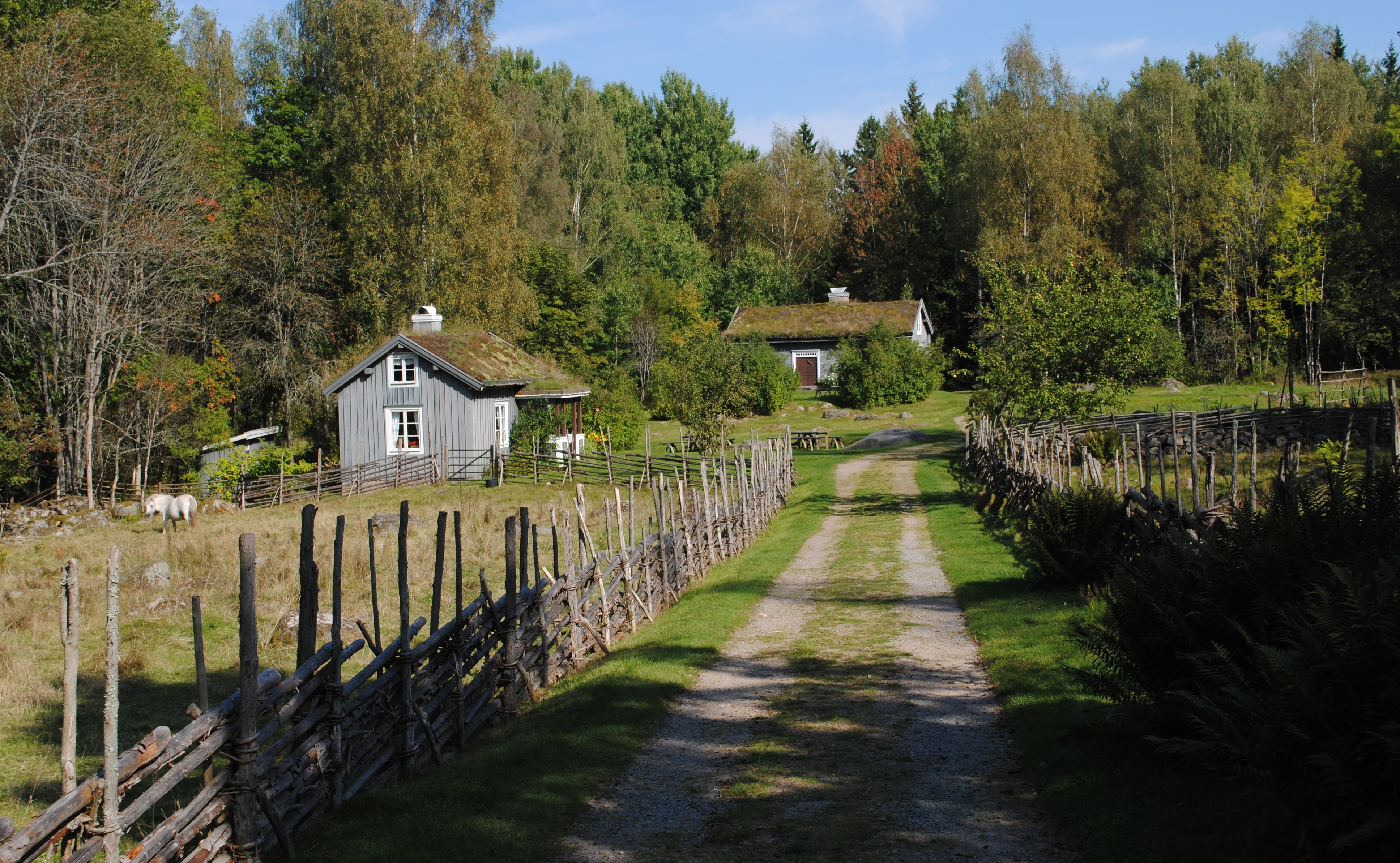
Klasatorpet, Långasjö.
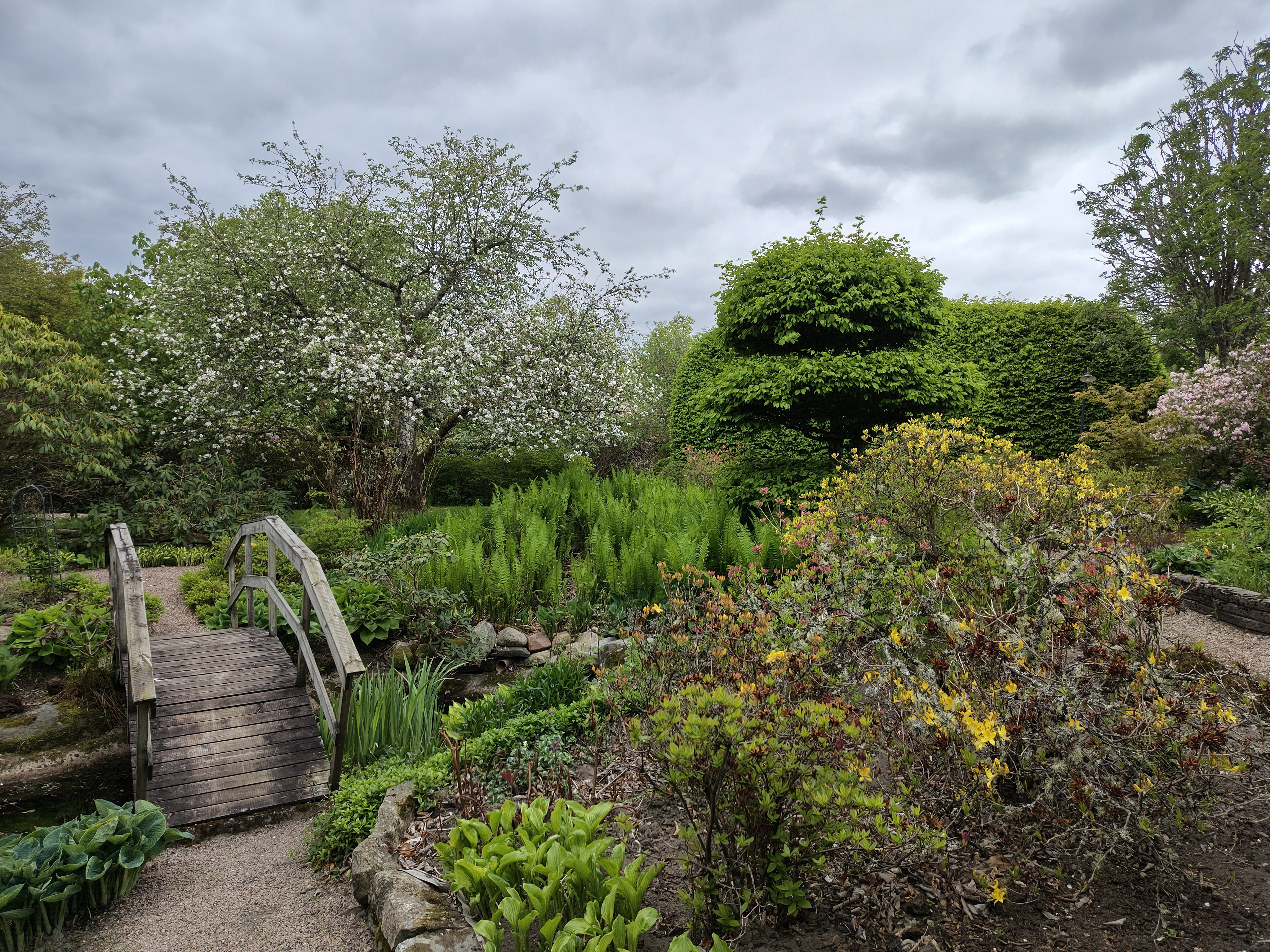
Botanisk trädgård i Gislaveds kommun
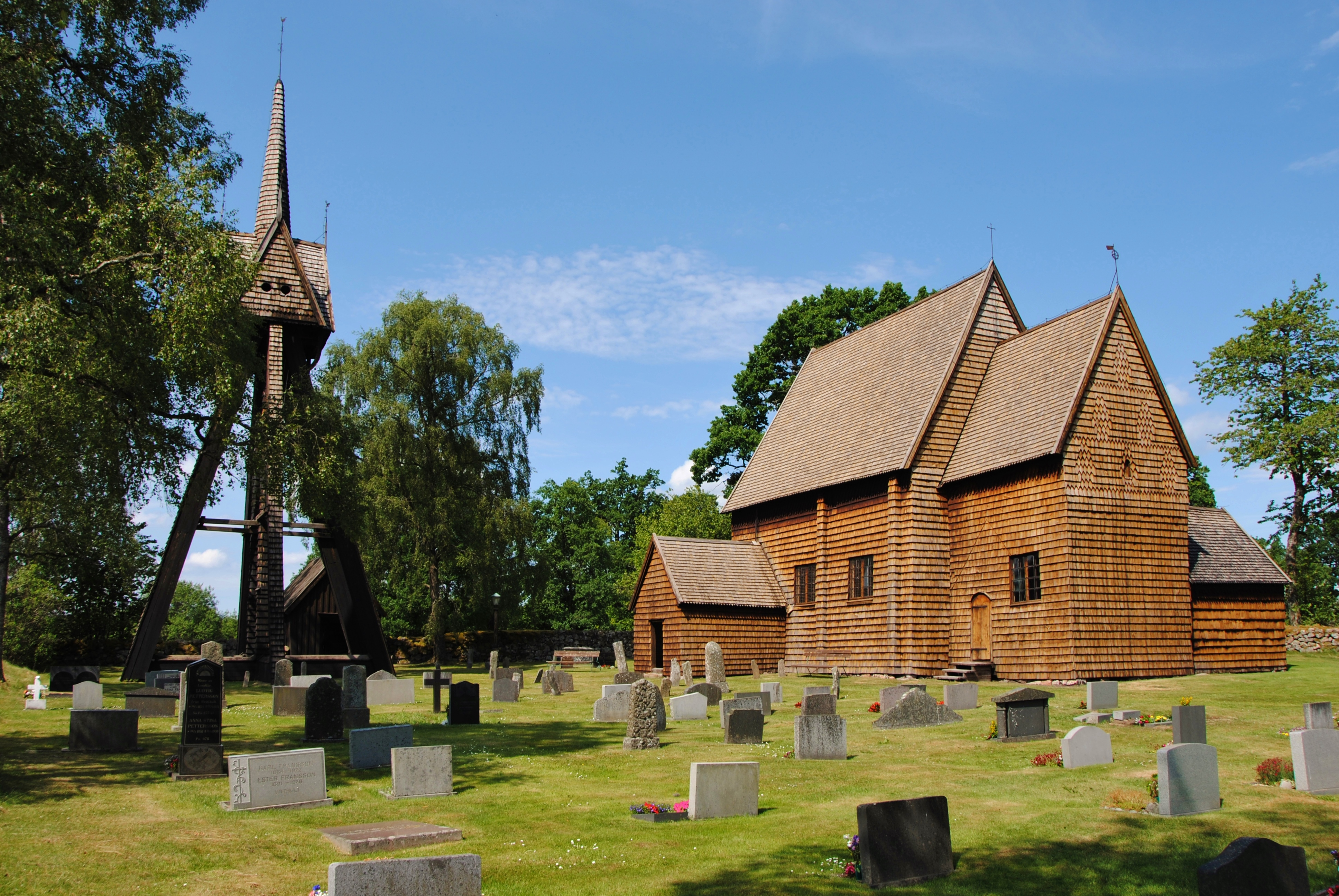
Granhults kyrka.
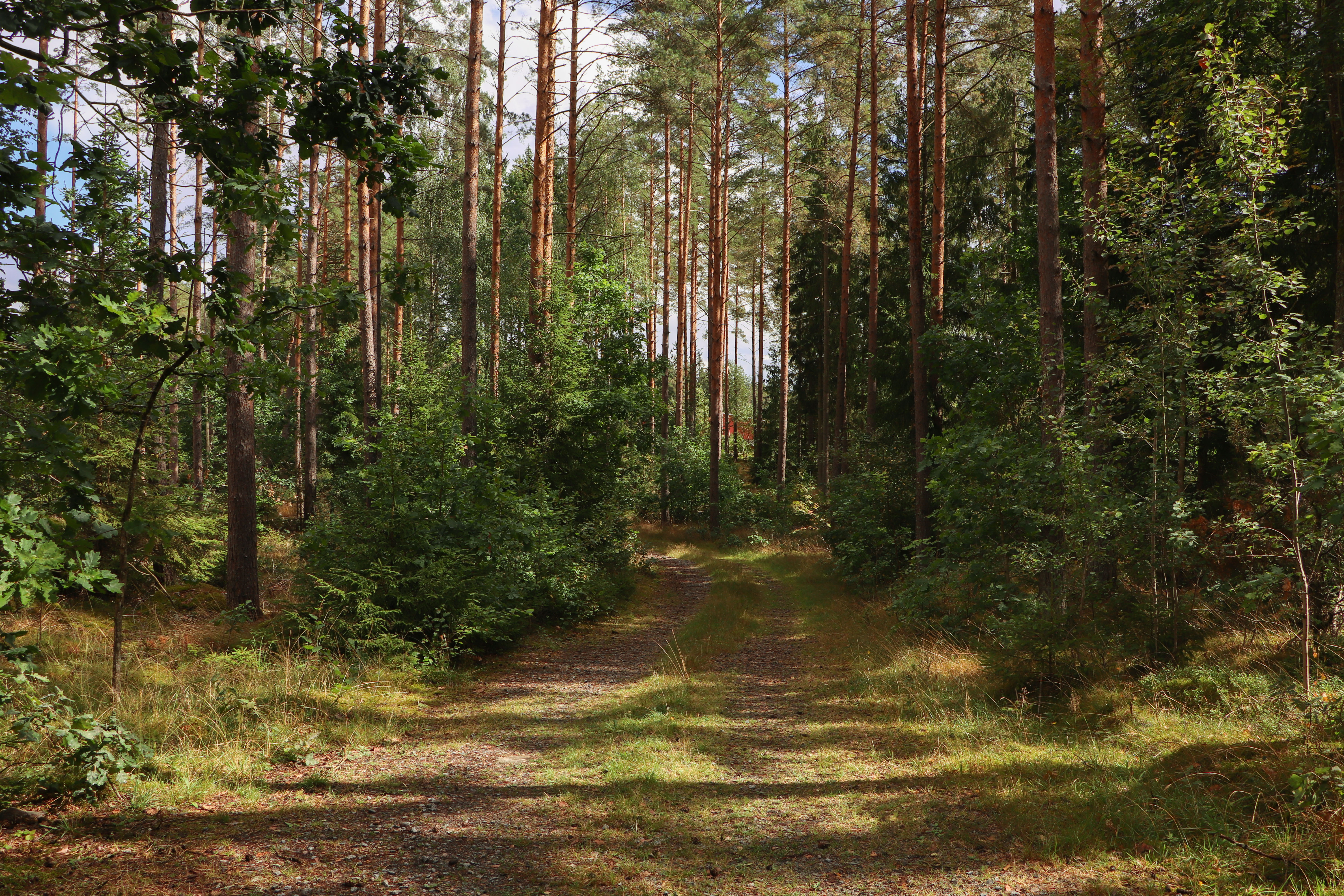
Tallskog.